# Himmel och pannkaka
Himmel och pannkaka är en svensk komedifilm från 1959 i regi av Hasse Ekman. I huvudrollerna ses Sickan Carlsson, Hasse Ekman, Gunnar Björnstrand och Lena Granhagen.

## Handling
I uppföljaren till Sjunde himlen får vi följa det nu lyckligt gifta paret Lovisa Sundelius och Willy Lorens. Lovisa är läkare, och Willy en populär radiopratare. Men nu ska han istället leda ett underhållningsprogram med frågesport i TV, "Land i sikte", där varje avsnitt ska handla om ett visst land.
Vid sin sida får Willy en ung och söt programvärdinna, kallad Suss. Denna unga dam försöker snärja in Willy i en något olämplig situation för en gift man och utger sig dessutom för att vara hans fru under en vistelse på hotell. När Lovisa får höra det ryktas om detta anser hon äktenskapet med Willy vara över.
Följande del av "Land i sikte" handlar om Guatemala. En kvinna, Franceska Larsson, svarar rätt på frågorna om landet och vinner följaktligen en resa dit. Sedan talar en expert, major Ernst C:son Kruuse, om bananer.
Ernst är gammal fästman till Lovisa och han övertalar nu henne att följa med på en bananbåtsresa till Guatemala för att få något roligare att tänka på än den stundande skilsmässan. "Land i sikte" blir nedlagt, och Willy får i samma veva höra om Lovisas resplaner med sin före detta fästman. Så när Ernst och Lovisa klivit ombord på båten, finner de Willy sittande i en salong. Bara en stund senare gör också Suss entré. Det verkar som att alla fyra behövde ett luftombyte, troligen har även flera av dem en del baktankar med denna resa...

## Om filmen
Filmen premiärvisades 2 november 1959 på biograferna Röda Kvarn och Fontänen i Stockholm, Odéon i Norrköping och Spegeln i Gävle. Inspelningen skedde på båten till och från Guatemala samt på plats i Guatemala och med ateljéfilmning i Filmstaden, Råsunda, Sverige. Filmfotograf var Martin Bodin.

## Rollista i urval
- Sickan Carlsson - Lovisa Sundelius, läkare
- Hasse Ekman - Villy Lorens, ledare för TV-programmet "Land i sikte", Lovisas man
- Gunnar Björnstrand - Ernst C:son Kruuse, major, överuppsyningsman på bananbåten Hispaniola
- Lena Granhagen - Susanna "Suss" Wikander, TV-värdinna
- Sigge Fürst - Frans Björkeby, TV-författare
- Stig Järrel - Sture "Ture" Turesson, TV-producent
- Sif Ruud - Franceska Larsson
- Hugo Björne - Manfred Fredriksson
- Hjördis Petterson - fru Jägerström, journalist på tidningen Vi Kvinnor
- Ulf Johanson - Alvar Sund, byråråd, äktenskapsmedlare
- Bellan Roos - Inez, Lovisas och Villys hushållerska
- Sune Mangs - Torbjörn Lindelöf, fotograf för Vi Kvinnor
- Gösta Prüzelius - kapten på bananbåten

## Musik i filmen
- I sjunde himlen, kompositör Georg Enders, sång Sickan Carlsson

## DVD
Filmen gavs ut på DVD 2017.